# El Álbum Ibero-Americano
El Álbum Ibero-Americano fue una revista publicada en la ciudad española de Madrid entre 1890 y 1909, dirigida por Concepción Gimeno de Flaquer.

## Historia
La revista fue publicada en Madrid entre 1890 y 1909, dirigida por la escritora y periodista Concepción Gimeno de Flaquer. El Álbum Ibero-Americano mantuvo una línea editorial en la que confluían posturas contradictorias, al esforzarse al mantener un equilibrio entre las ideas feministas que empezaban a brotar en la sociedad y las tendencias más tradicionales, conteniendo artículos de ideología muy conservadora.
En ella colaboraron mujeres como la propia Gimeno de Flaquer, Julia de Asensi, Carolina Coronado, Ermelinda de Ormache, Emilia Calé y Torres o Josefa Pujol de Collado, además de muchas autoras hispanoamericanas como Adela Castell, Mercedes Cabello de Carbonera y Delfina María Hidalgo. También escribieron en ella autores masculinos como Gustavo Baz, Juan Pérez Zúñiga, Salvador María de Fábregues, Melchor de Palau, Salvador Quevedo y Zubieta, el «Marqués de Valmar» o el marido de la directora, Francisco de Paula Flaquer.
Fue la continuadora en España de la revista mexicana El álbum de la mujer, a cargo también del matrimonio Flaquer. Esta segunda época de la revista comenzó el 7 de agosto de 1890. La Biblioteca Nacional de España guarda copia de la revista desde el 7 de enero de 1891. Los números de que carece la BNE pueden consultarse en el Ateneo de Madrid.